# أعمدة رمادية (تشريح)
الأعمدة الرمادية هي ثلاث مناطق من كتلة المادة الرمادية التي تشبه التلال إلى حد ما في النخاع الشوكي. تظهر هذه المناطق على شكل ثلاثة أعمدة: العمود الرمادي الأمامي، والعمود الرمادي الخلفي، والعمود السنجابي الوحشي، وكلها مرئية في المقطع العرضي للحبل الشوكي.
يتكون العمود الرمادي الأمامي من العصبونات الحركية ألفا، والعصبونات الحركية غاما، والعصبونات الصغيرة التي يُعتقد أنها عصبونات بينية. يؤثر على العضلات الهيكلية.
يتلقى العمود الرمادي الخلفي عدة أنواع من المعلومات الحسية المتعلقة باللمس والإحساس من المستقبلات في الجلد والعظام والمفاصل، بما في ذلك اللمس الدقيق، واستقبال الحس العميق، والاهتزاز. يحتوي على أجسام خلايا الخلايا العصبية الحسية من الدرجة الثانية وتشابكاتها مع الخلايا العصبية الحسية من الدرجة الأولى أحادية القطب الزائف (التي تقع أجسام خلاياها داخل العقد الحسية (المعروفة أيضًا باسم العقد الجذرية الظهرية)).
العمود الرمادي الجانبي موجود فقط في المنطقة الصدرية والقطاعات القطنية العلوية (T1-L2). يحتوي على ألياف عصبية سابقة للعقدة للجهاز العصبي الذاتي وخلايا عصبية حسية مرحلية.

## البنية

### العمود الرمادي الخلفي

موقع الخلايا العصبية الحركية في العمود الرمادي الأمامي للحبل الشوكي

العمود الرمادي الأمامي (المعروف أيضًا بالقرن الأمامي للنخاع الشوكي والقرن الأمامي) عريض وشكله مستدير أو رباعي الأضلاع. يُسمى الجزء الخلفي منه القاعدة، والجزء الأمامي الرأس، لكنهما غير متميزين عن بعضهما البعض بأي تضييق محدد. يُفصل عن سطح النخاع الشوكي بطبقة من المادة البيضاء التي تعبرها حزم الجذور العصبية الأمامية. في المنطقة الصدرية، يبرز الجزء الخلفي الوحشي من العمود الأمامي جانبيًا كحقل مثلثي، يُسمى العمود السنجابي الوحشي. يتضمن ثلاثة أنواع مختلفة من الخلايا العصبية، نوعين من العصبونات الحركية السفلية - عصبونات حركية ألفا كبيرة، وعصبونات حركية جاما متوسطة، وعصبونات صغيرة يُعتقد أنها عصبونات بينية. تختلف هذه العصبونات في كل من مورفولوجيتها وأنماط اتصالها. تُنظم بنفس طريقة تنظيم العضلات التي تعصبها.

### العمود الرمادي الأمامي

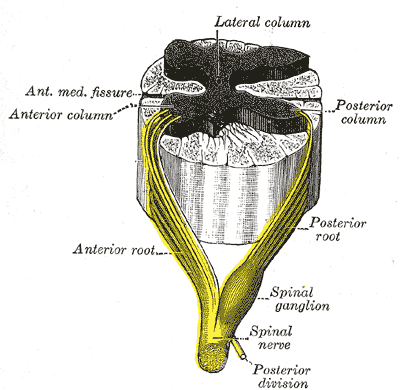
العصب الشوكي يتشكل من العمود الرمادي

العمود الرمادي الخلفي، المعروف أيضًا بالقرن الخلفي (أو الظهري) للنخاع الشوكي، ينقسم إلى ست طبقات تُعرف بصفائح ريكسيد، بناءً على نوع المعلومات الحسية المرسلة إلى كل قسم.
- النواة الهامشية للحبل الشوكي (الصفيحة الأولى)
- المادة الجيلاتينية لرولاندو (الصفيحة الثانية)
- النواة الخاصة للحبل الشوكي (الطبقات الثالثة والرابعة)
- الصفيحة الشوكية الخامسة، عنق القرن الخلفي[6]
- الصفيحة الشوكية السادسة، قاعدة القرن الخلفي.

الطبقات الأربع الأخرى تقع في العمودين الرماديين الآخرين في النخاع الشوكي.
وظيفة القرن الظهري الشوكي هي معالجة ودمج المعلومات الحسية من الجهاز العصبي المحيطي. يستقبل مدخلات من الألياف الواردة الأولية والأنظمة المعدلة، ويقوم بالإسقاط إلى مراكز الدماغ العليا والعصبونات الحركية. تشارك دوائر القرن الظهري في جوانب مختلفة من المعالجة الحسية، بما في ذلك التمييز، والتكامل، وتعديل الإشارات المؤلمة وغير المؤلمة. وقد ارتبط خلل في دوائر القرن الظهري في حالات الألم المزمن والاضطرابات العصبية الأخرى.
تستقبل الطبقتان الأولى والثانية معلومات من الخلايا العصبية الواردة التي تستشعر الألم، ودرجة الحرارة، والحكة، وتُرسل الطبقتان الثالثة والرابعة معلومات من الخلايا العصبية التي تستشعر الضغط الميكانيكي، وتُرسل الطبقتان الخامسة والسادسة معلومات من المستقبلات الحسية الخاصة بالوضع. من المعروف أنها نقطة الترحيل الرئيسية للرسائل اللمسية والمؤلمة. يُعرف القرن الخلفي أيضًا بأنه هيكل ذو طبقات جزئية لأن الطبقتين الأولى والثانية فقط محددتان جيدًا.
يمكن أيضًا فصل العمود عن طريق الأحاسيس المؤلمة وغير المؤلمة. الطبقتان الأولى والثانية مهمتان في الإحساس بالألم، والطبقتان الثالثة والرابعة غير متورطتين في الإحساس بالألم، والصفيحة الخامسة متورطة في كل من الإحساس بالألم وغير الإحساس بالألم.
وظيفة القرن الظهري للنخاع الشوكي هي معالجة وتكامل المعلومات الحسية من الجهاز العصبي المحيطي. يتلقى مدخلات من الألياف الواردة الأولية والأنظمة المعدلة، ويسقط إلى مراكز الدماغ العليا والخلايا العصبية الحركية. تشارك دوائر القرن الظهري في جوانب مختلفة من المعالجة الحسية، بما في ذلك التمييز والتكامل وتعديل الإشارات المؤلمة وغير المؤلمة. وقد ارتبط خلل وظيفة دوائر القرن الظهري في حالات الألم المزمن واضطرابات عصبية أخرى.

### العمود السنجابي الوحشي
العمود السنجابي الوحشي، أو القرن الجانبي للنخاع الشوكي، هو جزء من الجهاز العصبي الودي ويتلقى مدخلات من جذع الدماغ والأعضاء وتحت المهاد. العمود الجانبي موجود فقط في المنطقة الصدرية والجزء العلوي من القطاعات القطنية. يحتوي العمود السنجابي الوحشي على أجسام الخلايا قبل العقدية للجهاز العصبي اللاإرادي وخلايا عصبية حسية مرحلية.

## الأهمية السريرية
اُثبت تأثر الخلايا العصبية في العمود الأمامي بمرض التصلب الجانبي الضموري (ALS). لوحظ انخفاض كبير في عدد الخلايا العصبية الحركية ألفا الكبيرة والخلايا العصبية الحركية غاما المتوسطة، بينما انخفض عدد الخلايا العصبية الصغيرة بشكل طفيف أو كبير، اعتمادًا على نوع التصلب الجانبي الضموري.

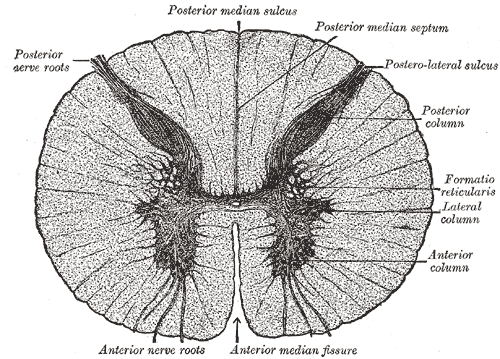
منظر مقطعي للحبل الشوكي

كما تبين أن ضمور العضلات يؤثر على الخلايا العصبية في العمود الأمامي. سُجل فقدان كبير للخلايا العصبية الحركية ألفا الكبيرة، والخلايا العصبية الحركية غاما المتوسطة، والخلايا العصبية الصغيرة في حالات ضمور العضلات.
يمكن أن يؤدي تلف العمود الجانبي إلى متلازمة هورنر.
رُبط الضمور الجهازي المتعدد (MSA) أيضًا بالعمود الرمادي الجانبي. تبين أن ضمور الجهازي المتعددة يقلل عدد الخلايا في العمود الجانبي بأكثر من 50%.
يلعب العمود الخلفي دورًا بارزًا في نظام الألم، فهو أول مرحلة مركزية في المسار الاستقبالي للألم. يحمل العصبون الوارد من الدرجة الأولى المعلومات الحسية إلى العصبون من الدرجة الثانية في القرن الظهري. يذهب محور العصبون من الدرجة الثانية، إذا كان عصبون إسقاط وليس عصبونًا بينيًا، إلى العصبون من الدرجة الثالثة في المهاد. يُعرف المهاد باسم "بوابة القشرة". ثم يذهب العصبون من الدرجة الثالثة إلى القشرة الدماغية. تكون الأعصاب الواردة إما ألياف A أو ألياف C. ألياف A مغلفة بالميالين مما يسمح بتوصيل الإشارات بشكل أسرع. من بين هذه الألياف، توجد ألياف A بيتا وهي أسرع وتحمل معلومات حول اللمس غير المؤلم، وألياف A دلتا وهي أبطأ وأرق من ألياف A بيتا. ألياف C غير مغلفة بالميالين وبالتالي أبطأ. يمكن تقسيم ألياف C التي تحمل إشارات استقبال الألم إلى نوعين: ألياف تحتوي على ببتيدات عصبية، مثل المادة P، وألياف لا تحتوي على ببتيدات عصبية. ينتهي النوعان في مناطق مختلفة تمامًا. ترتبط ألياف C غير الببتيدية بالجلد، حيث تعصب البشرة، بينما تعصب ألياف C الببتيدية الأنسجة الأخرى والأجزاء العميقة من الجلد.
هناك نوعان رئيسيان من إشارات استقبال الألم: الحسية والعاطفية.

### الحسي
توفر إشارات استقبال الألم الحسية معلومات حول نوع المنبه (حرارة، ميكانيكي، إلخ) الذي يؤثر على الجسم وتشير أيضًا إلى مكان المنبه على الجسم. تحتوي الخلايا العصبية الحسية لاستقبال الألم على مجال استقبال صغير للمساعدة في تحديد الموقع الدقيق للمنبه.

### العاطفي
تؤثر إشارات استقبال الألم العاطفية على المشاعر. تذهب هذه الإشارات إلى الجهاز الحوفي وتخبر الجسم بالتفاعل مع المنبه الخطير (أي إبعاد اليد عن موقد ساخن). تحتوي هذه الخلايا العصبية على مجالات استقبال أكبر لأن رد الفعل العاطفي لمعظم منبهات الألم متشابه.